# Nicchia staminale
Con nicchia staminale in medicina si intende il microambiente specializzato che circonda una popolazione di cellule staminali, con particolare attenzione ai fattori che guidano lo sviluppo differenziativo delle linee cellulari.

## Nascita e sviluppo del concetto
La prima menzione del termine 'nicchia staminale', in inglese staminal niche, si ha nell'articolo del 1978 di Ray Schofield sull'analisi delle cellule staminali ematopoietiche. In questo articolo Schofield propone l'esistenza di una nicchia occupata da un determinato, e stabile a meno di piccole variazioni, numero di cellule staminali come microambiente deputato a mantenere la popolazione staminale, tramite replicazione, e dal quale hanno origine cellule con vari destini differenziativi. Questo insieme a successivi lavori sono stati i primi grandi passi nella definizione del percorso differenziativo staminale come influenzato dall'ambiente, e hanno aiutato nella comprensione di alcuni fenomeni di genesi del cancro (i.e. perdita di controllo della popolazione staminale.)
Da allora il concetto ha trovato uso anche in tessuti diversi da quello ematopoietico, come quello osseo o epiteliale, e di particolare interesse sono diventate le nicchie staminali del tessuto nervoso. 

## Funzioni nell'organismo
I compiti funzionali delle nicchie staminali nei vari tessuti sono tutti diretti alla regolazione del turnover bilanciato di un pool di cellule staminali e nuove cellule funzionalmente attive all'interno di un tessuto. Essi possono essere organizzati in:
- Adesione e compartimentalizzazione delle cellule staminali;
- Mantenimento della stabilità del numero di cellule staminali in un tessuto;
- Mantenimento delle cellule staminali nello stato indifferenziato;
- Mantenimento della quiescenza di tali cellule;
- Modulazione di segnali sistemici che influenzano le funzioni della cellula staminale;
- Realizzazione della divisione cellulare asimmetrica della cellula staminale attraverso l'orientamento del fuso mitotico.

### Importanza delle nicchie staminali
Strutturalmente la nicchia è formata da cellule di sostegno che forniscono un microambiente per le cellule staminali oltre che dalle molecole segnale emanate da tali cellule. Comprendere la biologia e le dinamiche del comportamento della cellula staminale in condizioni normali e studiare i cambiamenti a cui sono soggette in condizioni di stress è essenziale per intuire come questi meccanismi possano mutare durante la carcinogenesi.